# Giải vô địch bóng đá U-23 châu Á 2016
Giải vô địch bóng đá U-23 châu Á 2016 (tiếng Anh: 2016 AFC U-23 Championship) là giải vô địch bóng đá U-23 châu Á lần thứ 2, giải đấu bóng đá trẻ do Liên đoàn bóng đá châu Á tổ chức cho đội tuyển bóng đá nam quốc gia độ tuổi dưới 23 của AFC. Giải đấu được tổ chức tại Qatar từ ngày 12 đến ngày 30 tháng 1 năm 2016. Tổng cộng có 16 đội bóng tham gia tranh tài giải đấu. Giải đấu được đổi tên từ "AFC U-22 Championship" thành "AFC U-23 Championship".
Giải đấu này cũng là vòng loại cho nội dung bóng đá nam tại Thế vận hội Mùa hè 2016 khu vực châu Á, trong đó ba đội đứng đầu giải đẫu sẽ giành quyền tham dự Thế vận hội Mùa hè 2016.
Đội tuyển U-23 Nhật Bản giành chức vô địch đầu tiên trong lịch sử sau khi vượt qua đội tuyển U-23 Hàn Quốc với tỉ số 3–2 trong trận chung kết.

## Lựa chọn chủ nhà
Qatar là một trong những nước mong muốn được đăng cai vòng chung kết. Họ đã giành được quyền đăng cai trước các quốc gia đấu thầu khác là Uzbekistan, Ả Rập Xê Út và Iran.

## Vòng loại
Lễ bốc thăm vòng loại đã được tổ chức vào ngày 4 tháng 12 năm 2014. Tổng cộng có 43 đội tham gia và chia thành 10 bảng đấu, 10 đội đầu bảng và 5 đội nhì bảng có thành tích tốt nhất lọt vào vòng chung kết.
Vòng loại đã diễn ra từ ngày 23 đến ngày 31 tháng 3 năm 2015, ngoại trừ bảng B dự kiến tổ chức tại Lahore, Pakistan đã bị hoãn lại do vụ đánh bom nhà thờ Lahore.

### Các đội tuyển vượt qua vòng loại
16 đội tuyển đã vượt qua vòng loại để giành quyền vào vòng chung kết.
| Đội tuyển         | Tư cách qua vòng loại                          | Tham dự | Thành tích tốt nhất lần trước |
| ----------------- | ---------------------------------------------- | ------- | ----------------------------- |
| Qatar             | Chủ nhà                                        | 1 lần   | Lần đầu                       |
| Iraq              | Thắng bảng A                                   | 2 lần   | Vô địch (2013)                |
| Jordan            | Thắng bảng B                                   | 2 lần   | Hạng ba (2013)                |
| Ả Rập Xê Út       | Thắng bảng C                                   | 2 lần   | Á quân (2013)                 |
| UAE               | Thắng bảng D                                   | 2 lần   | Tứ kết (2013)                 |
| Syria             | Thắng bảng E                                   | 2 lần   | Tứ kết (2013)                 |
| Úc                | Thắng bảng F                                   | 2 lần   | Tứ kết (2013)                 |
| CHDCND Triều Tiên | Thắng bảng G                                   | 2 lần   | Vòng bảng (2013)              |
| Hàn Quốc          | Thắng bảng H                                   | 2 lần   | Hạng tư (2013)                |
| Nhật Bản          | Thắng bảng I                                   | 2 lần   | Tứ kết (2013)                 |
| Trung Quốc        | Thắng bảng J                                   | 2 lần   | Vòng bảng (2013)              |
| Thái Lan          | Nhì bảng có thành tích tốt nhất thứ 1 (bảng G) | 1 lần   | Lần đầu                       |
| Iran              | Nhì bảng có thành tích tốt nhất thứ 2 (bảng C) | 2 lần   | Vòng bảng (2013)              |
| Việt Nam          | Nhì bảng có thành tích tốt nhất thứ 3 (bảng I) | 1 lần   | Lần đầu                       |
| Yemen             | Nhì bảng có thành tích tốt nhất thứ 4 (bảng D) | 2 lần   | Vòng bảng (2013)              |
| Uzbekistan        | Nhì bảng có thành tích tốt nhất thứ 5 (bảng E) | 2 lần   | Vòng bảng (2013)              |

## Địa điểm
Giải đấu đã được tổ chức trên 4 sân vận động ở Doha.
| Doha                                                      | Doha                                                  |
| --------------------------------------------------------- | ----------------------------------------------------- |
| Sân vận động Abdullah bin Khalifa (Sân vận động Lekhwiya) | Sân vận động Grand Hamad (Sân vận động Al-Arabi)      |
| Sức chứa: 12.000                                          | Sức chứa: 18.000                                      |
| Tập tin:Abdullah bin Khalifa Stadium (1).jpg              | Tập tin:Doha-grand-hamad-stadium-90685.jpg            |
| DohaGiải vô địch bóng đá U-23 châu Á 2016 (Qatar)         |                                                       |
| Doha                                                      |                                                       |
| Sân vận động Jassim bin Hamad (Sân vận động Al-Sadd)      | Sân vận động Suheim bin Hamad (Sân vận động Qatar SC) |
| Sức chứa: 15.000                                          | Sức chứa: 15.000                                      |
| Tập tin:Jassim bin Hamad.JPG                              |                                                       |

## Bốc thăm
Lễ bốc thăm đã được tổ chức vào ngày 12 tháng 9 năm 2015, vào lúc 12:00 AST (UTC+3), tại khách sạn Four Seasons ở Doha, Qatar.
Các đội đã được phân hạt giống theo thành tích ở giải đấu trước đó (diễn ra năm 2013).
| Nhóm 1                                                   | Nhóm 2                           | Nhóm 3                                      | Nhóm 4                                   |
| -------------------------------------------------------- | -------------------------------- | ------------------------------------------- | ---------------------------------------- |
| Qatar (Chủ nhà; vị trí A1) · Iraq · Ả Rập Xê Út · Jordan | Hàn Quốc · Syria · Úc · Nhật Bản | UAE · Iran · CHDCND Triều Tiên · Uzbekistan | Trung Quốc · Yemen · Thái Lan · Việt Nam |

## Các trọng tài
Dưới đây là danh sách trọng tài tham gia điều khiển các trận đấu giải vô địch bóng đá U-23 châu Á 2016.
Trọng tài chính
| - Chris Beath - Mã Ninh - Alireza Faghani - Ali Sabah - Sato Ryuji | - Adham Makhadmeh - Kim Jong-Hyeok - Mohd Amirul Izwan Yaacob - Ahmed Al-Kaf - Abdulrahman Al-Jassim | - Fahad Al-Mirdasi - Dmitriy Mashentsev - Hettikamkanamge Perera - Mohammed Abdulla Hassan Mohamed - Ilgiz Tantashev |

Trợ lý trọng tài
| - Nawaf Moosa - Vương Đức Tân - Reza Sokhandan - Otsuka Haruhiro - Ahmed Al Roalle - Yoon Kwang-Yeol | - Mohd Yusri Mohamad - Abu Bakar Al-Amri - Taleb Al-Marri - Saud Al-Maqaleh - Mohammed Al Abakry - Abdullah Al-Shalawi | - Ismailzhan Talipzhanov - Deniye Gedara Palitha Parakkrama Hemathunga - Vũ Tiên Sinh - Mohamed Al-Hammadi - Hasan Al-Mahri - Jahongir Saidov |

## Danh sách cầu thủ
Cầu thủ sinh từ sau ngày 1 tháng 1 năm 1993 đủ điều kiện để thi đấu tại giải vô địch bóng đá U-23 châu Á 2016. Mỗi đội có thể đăng ký tối đa 23 cầu thủ (tối thiểu 3 thủ môn).
Do giải đấu không diễn ra trong suốt Lịch thi đấu Trận đấu Quốc tế FIFA, nên các câu lạc bộ không nhất thiết phải nhả cầu thủ cho giải.

## Vòng bảng
Các đội nhất bảng và nhì bảng sẽ giành quyền vào tứ kết.

Tiêu chí xếp hạng
Trong mỗi bảng, các đội được xếp hạng theo điểm số (thắng 3 điểm, hòa 1 điểm, thua 0 điểm).Nếu có từ 2 đội trở lên bằng điểm nhau sau khi đã hoàn thành các trận đấu của bảng, các tiêu chí sau đây sẽ được áp dụng để xác định các bảng xếp hạng:
1. Số điểm thu được nhiều hơn trong các trận đấu của bảng giữa các đội có liên quan;
2. Hiệu số bàn thắng từ các trận đấu của bảng giữa các đội có liên quan;
3. Số bàn thắng ghi được nhiều hơn trong các trận đấu của bảng giữa các đội có liên quan;
4. Nếu sau khi áp dụng 3 tiêu chí trên, các đội vẫn có thứ hạng ngang nhau thì 3 tiêu chí này được áp dụng lại chỉ riêng cho các trận đấu giữa các đội được đề cập để xác định thứ hạng cuối cùng. Nếu thủ tục này không có kết quả, các tiêu chí 5 đến 9 sẽ được áp dụng;
5. Hiệu số bàn thắng trong tất cả các trận đấu của bảng;
6. Số bàn thắng nhiều hơn trong tất cả các trận đấu của bảng;
7. Đá luân lưu 11m nếu chỉ có hai đội tham gia và còn trên sân thi đấu;
8. Có số điểm ít hơn tính theo số lượng thẻ vàng và đỏ nhận được trong các trận đấu của bảng (1 điểm cho 1 thẻ vàng duy nhất, 3 điểm cho 1 thẻ đỏ do nhận 2 thẻ vàng, 3 điểm cho 1 thẻ đỏ trực tiếp, 4 điểm cho 1 thẻ vàng sau 1 thẻ đỏ trực tiếp);
9. Bốc thăm.

Tất cả thời gian thi đấu tính theo giờ địa phương, AST (UTC+3).

### Bảng A
| VT | Đội        | ST | T | H | B | BT | BB | HS | Đ | Giành quyền tham dự     |
| -- | ---------- | -- | - | - | - | -- | -- | -- | - | ----------------------- |
| 1  | Qatar (H)  | 3  | 3 | 0 | 0 | 9  | 4  | +5 | 9 | Vòng đấu loại trực tiếp |
| 2  | Iran       | 3  | 2 | 0 | 1 | 6  | 4  | +2 | 6 | Vòng đấu loại trực tiếp |
| 3  | Syria      | 3  | 1 | 0 | 2 | 5  | 7  | −2 | 3 |                         |
| 4  | Trung Quốc | 3  | 0 | 0 | 3 | 4  | 9  | −5 | 0 |                         |

| Syria | 0–2      | Iran                             |
| ----- | -------- | -------------------------------- |
|       | Chi tiết | Motahari 64' · Mi. Mohammadi 72' |

| Qatar                            | 3–1      | Trung Quốc        |
| -------------------------------- | -------- | ----------------- |
| A. Hassan 66', 72' · A. Alaa 82' | Chi tiết | Liêu Lệ Thịnh 43' |

| Trung Quốc        | 1–3      | Syria                                   |
| ----------------- | -------- | --------------------------------------- |
| Liêu Lệ Thịnh 21' | Chi tiết | Khribin 45' (ph.đ.), 53' · Al Baher 83' |

| Iran         | 1–2      | Qatar                       |
| ------------ | -------- | --------------------------- |
| Karimi 90+1' | Chi tiết | A. Alaa 35' · A. Hassan 56' |

| Qatar                                         | 4–2      | Syria                          |
| --------------------------------------------- | -------- | ------------------------------ |
| A. Hassan 10' · A. Alaa 24', 82' · A. Ali 28' | Chi tiết | Kalfa 4' · Khribin 81' (ph.đ.) |

| Iran                                     | 3–2      | Trung Quốc                                     |
| ---------------------------------------- | -------- | ---------------------------------------------- |
| Motahari 38' · Pahlavan 40' · Torabi 48' | Chi tiết | Thường Phi Nhã 40' · Liêu Lệ Thịnh 70' (ph.đ.) |

### Bảng B
| VT | Đội               | ST | T | H | B | BT | BB | HS | Đ | Giành quyền tham dự     |
| -- | ----------------- | -- | - | - | - | -- | -- | -- | - | ----------------------- |
| 1  | Nhật Bản          | 3  | 3 | 0 | 0 | 7  | 1  | +6 | 9 | Vòng đấu loại trực tiếp |
| 2  | CHDCND Triều Tiên | 3  | 0 | 2 | 1 | 5  | 6  | −1 | 2 | Vòng đấu loại trực tiếp |
| 3  | Ả Rập Xê Út       | 3  | 0 | 2 | 1 | 5  | 6  | −1 | 2 |                         |
| 4  | Thái Lan          | 3  | 0 | 2 | 1 | 3  | 7  | −4 | 2 |                         |

1. 1 2 3  Luật đối đầu: CHDCND Triều Tiên (0 GD, 5 GF), Ả Rập Xê Út (0 GD, 4 GF), Thái Lan (0 GD, 3 GF)

| Nhật Bản | 1–0      | CHDCND Triều Tiên |
| -------- | -------- | ----------------- |
| Ueda 5'  | Chi tiết |                   |

| Ả Rập Xê Út   | 1–1      | Thái Lan  |
| ------------- | -------- | --------- |
| Al-Saiari 71' | Chi tiết | Pinyo 84' |

| Thái Lan | 0–4      | Nhật Bản                                        |
| -------- | -------- | ----------------------------------------------- |
|          | Chi tiết | Suzuki 27' · Yajima 49' · Yuya 75', 84' (ph.đ.) |

| CHDCND Triều Tiên                                      | 3–3      | Ả Rập Xê Út                                 |
| ------------------------------------------------------ | -------- | ------------------------------------------- |
| Kim Yong-Il 27' · Yun Il-Gwang 52' · Jang Kuk-Chol 85' | Chi tiết | Kanno 41' · Al-Muwallad 62' · Al-Ghamdi 69' |

| Ả Rập Xê Út      | 1–2      | Nhật Bản                |
| ---------------- | -------- | ----------------------- |
| Madu 57' (ph.đ.) | Chi tiết | Oshima 31' · Yōsuke 53' |

| CHDCND Triều Tiên                  | 2–2      | Thái Lan                      |
| ---------------------------------- | -------- | ----------------------------- |
| Kim Yong-Il 17' · Yun Il-Gwang 45' | Chi tiết | Narubadin 30' · Chanathip 78' |

### Bảng C
| VT | Đội        | ST | T | H | B | BT | BB | HS | Đ | Giành quyền tham dự     |
| -- | ---------- | -- | - | - | - | -- | -- | -- | - | ----------------------- |
| 1  | Hàn Quốc   | 3  | 2 | 1 | 0 | 8  | 2  | +6 | 7 | Vòng đấu loại trực tiếp |
| 2  | Iraq       | 3  | 2 | 1 | 0 | 6  | 3  | +3 | 7 | Vòng đấu loại trực tiếp |
| 3  | Uzbekistan | 3  | 1 | 0 | 2 | 6  | 6  | 0  | 3 |                         |
| 4  | Yemen      | 3  | 0 | 0 | 3 | 1  | 10 | −9 | 0 |                         |

| Iraq                         | 2–0      | Yemen |
| ---------------------------- | -------- | ----- |
| Faez 36' (ph.đ.) · Husni 39' | Chi tiết |       |

| Hàn Quốc                        | 2–1      | Uzbekistan    |
| ------------------------------- | -------- | ------------- |
| Moon Chang-Jin 20' (ph.đ.), 48' | Chi tiết | Khamdamov 57' |

| Yemen | 0–5      | Hàn Quốc                                                              |
| ----- | -------- | --------------------------------------------------------------------- |
|       | Chi tiết | Kwon Chang-Hoon 14', 31', 41' · Ryu Seung-Woo 72' · Kim Seung-Jun 76' |

| Uzbekistan                  | 2–3      | Iraq                               |
| --------------------------- | -------- | ---------------------------------- |
| Khamdamov 1' · Khakimov 79' | Chi tiết | Kadhim 38' · Kamil 43' · Tariq 84' |

| Iraq          | 1–1      | Hàn Quốc     |
| ------------- | -------- | ------------ |
| Hussein 90+2' | Chi tiết | Kim Hyun 22' |

| Uzbekistan                                   | 3–1      | Yemen            |
| -------------------------------------------- | -------- | ---------------- |
| Sohibov 18' · Sergeev 68' · Masharipov 90+3' | Chi tiết | A. Al Sarori 82' |

### Bảng D
| VT | Đội      | ST | T | H | B | BT | BB | HS | Đ | Giành quyền tham dự     |
| -- | -------- | -- | - | - | - | -- | -- | -- | - | ----------------------- |
| 1  | UAE      | 3  | 2 | 1 | 0 | 4  | 2  | +2 | 7 | Vòng đấu loại trực tiếp |
| 2  | Jordan   | 3  | 1 | 2 | 0 | 3  | 1  | +2 | 5 | Vòng đấu loại trực tiếp |
| 3  | Úc       | 3  | 1 | 1 | 1 | 2  | 1  | +1 | 4 |                         |
| 4  | Việt Nam | 3  | 0 | 0 | 3 | 3  | 8  | −5 | 0 |                         |

| Jordan                            | 3–1      | Việt Nam        |
| --------------------------------- | -------- | --------------- |
| Faisal 38', 72' · Al-Manasrah 68' | Chi tiết | Đỗ Duy Mạnh 87' |

| Úc | 0–1      | UAE                   |
| -- | -------- | --------------------- |
|    | Chi tiết | Gallifuoco 86' (l.n.) |

| Việt Nam | 0–2      | Úc                         |
| -------- | -------- | -------------------------- |
|          | Chi tiết | Donachie 2' · Maclaren 61' |

| UAE | 0–0      | Jordan |
| --- | -------- | ------ |
|     | Chi tiết |        |

| Jordan | 0–0      | Úc |
| ------ | -------- | -- |
|        | Chi tiết |    |

| UAE                                                                     | 3–2      | Việt Nam                                                                                          |
| ----------------------------------------------------------------------- | -------- | ------------------------------------------------------------------------------------------------- |
| Phạm Hoàng Lâm 64' (l.n.) · M. Al-Akberi 73' · A. Al-Hashmi 78' (ph.đ.) | Chi tiết | Nguyễn Công Phượng 24' (ph.đ.) · Nguyễn Tuấn Anh 68' · Lương Xuân Trường 77' · Nguyễn Nam Anh 83' |

## Vòng đấu loại trực tiếp
Trong vòng đấu loại trực tiếp, hiệp phụ và đá luân lưu 11m được sử dụng để quyết định đội thắng nếu cần thiết.

### Sơ đồ
|  | Tứ kết            | Tứ kết            |                   |   | Bán kết       | Bán kết       |  |  | Chung kết | Chung kết |
|  |                   |                   |                   |   |               |               |  |  |           |           |
|  | 22 tháng 1 – Doha |                   |                   |   |               |               |  |  |           |           |
|  |                   |                   |                   |   |               |               |  |  |           |           |
|  | Qatar (h.p.)      | 2                 |                   |   |               |               |  |  |           |           |
|  | Qatar (h.p.)      | 2                 | 26 tháng 1 – Doha |   |               |               |  |  |           |           |
|  | CHDCND Triều Tiên | 1                 |                   |   |               |               |  |  |           |           |
|  | CHDCND Triều Tiên | 1                 | Qatar             | 1 |               |               |  |  |           |           |
|  | 23 tháng 1 – Doha |                   | Qatar             | 1 |               |               |  |  |           |           |
|  |                   | Hàn Quốc          | 3                 |   |               |               |  |  |           |           |
|  | Hàn Quốc          | Hàn Quốc          | 3                 | 1 |               |               |  |  |           |           |
|  | Hàn Quốc          |                   | 30 tháng 1 – Doha | 1 |               |               |  |  |           |           |
|  | Jordan            | 0                 |                   |   |               |               |  |  |           |           |
|  | Jordan            | 0                 | Hàn Quốc          | 2 |               |               |  |  |           |           |
|  | 22 tháng 1 – Doha |                   | Hàn Quốc          | 2 |               |               |  |  |           |           |
|  |                   | Nhật Bản          | 3                 |   |               |               |  |  |           |           |
|  | Nhật Bản (h.p.)   | Nhật Bản          | 3                 | 3 |               |               |  |  |           |           |
|  | Nhật Bản (h.p.)   | 26 tháng 1 – Doha |                   | 3 |               |               |  |  |           |           |
|  | Iran              | 0                 |                   |   |               |               |  |  |           |           |
|  | Iran              | 0                 | Nhật Bản          | 2 |               |               |  |  |           |           |
|  | 23 tháng 1 – Doha |                   | Nhật Bản          | 2 |               |               |  |  |           |           |
|  |                   | Iraq              | 1                 |   | Tranh hạng ba | Tranh hạng ba |  |  |           |           |
|  | UAE               | Iraq              | 1                 | 1 | Tranh hạng ba | Tranh hạng ba |  |  |           |           |
|  | UAE               |                   | 29 tháng 1 – Doha | 1 |               |               |  |  |           |           |
|  | Iraq (h.p.)       | 3                 |                   |   |               |               |  |  |           |           |
|  | Iraq (h.p.)       | 3                 | Qatar             | 1 |               |               |  |  |           |           |
|  |                   |                   |                   |   |               |               |  |  |           |           |
|  | Iraq (h.p.)       | 2                 |                   |   |               |               |  |  |           |           |
|  | Iraq (h.p.)       | 2                 |                   |   |               |               |  |  |           |           |

### Tứ kết
| Nhật Bản                           | 3–0 (s.h.p.) | Iran |
| ---------------------------------- | ------------ | ---- |
| Toyokawa 95' · Nakajima 108', 110' | Chi tiết     |      |

| Qatar                             | 2–1 (s.h.p.) | CHDCND Triều Tiên  |
| --------------------------------- | ------------ | ------------------ |
| A. Afif 6' (ph.đ.) · A. Assad 92' | Chi tiết     | So Kyong-Jin 90+1' |

| Hàn Quốc           | 1–0      | Jordan |
| ------------------ | -------- | ------ |
| Moon Chang-Jin 23' | Chi tiết |        |

| UAE                | 1–3 (s.h.p.) | Iraq                                            |
| ------------------ | ------------ | ----------------------------------------------- |
| Alaa A. 75' (l.n.) | Chi tiết     | Ali H. 77' · Mohannad A. 103' · Amjad A. 120+3' |

### Bán kết
Các đội thắng giành quyền tham dự Thế vận hội Mùa hè 2016.
| Nhật Bản                  | 2–1      | Iraq        |
| ------------------------- | -------- | ----------- |
| Kubo 26' · Harakawa 90+3' | Chi tiết | Saad N. 43' |

| Qatar       | 1–3      | Hàn Quốc                                                       |
| ----------- | -------- | -------------------------------------------------------------- |
| A. Alaa 79' | Chi tiết | Ryu Seung-Woo 48' · Kwon Chang-Hoon 89' · Moon Chang Jin 90+5' |

### Tranh hạng ba
Đội thắng giành quyền tham dự Thế vận hội Mùa hè 2016.
| Qatar       | 1–2 (s.h.p.) | Iraq                            |
| ----------- | ------------ | ------------------------------- |
| A. Alaa 27' | Chi tiết     | Mohannad A. 86' · Ayman H. 109' |

### Chung kết
| Hàn Quốc                                | 2–3      | Nhật Bản                    |
| --------------------------------------- | -------- | --------------------------- |
| Kwon Chang-Hoon 20' · Jin Sung-Wook 47' | Chi tiết | Asano 67', 81' · Yajima 68' |

## Vô địch
| Giải vô địch bóng đá U-23 châu Á 2016 |
| ------------------------------------- |
| Nhật Bản Lần thứ nhất                 |

## Thống kê

### Danh sách cầu thủ ghi bàn
6 bàn
- Ahmed Alaa

5 bàn
- Kwon Chang-Hoon

4 bàn
- Moon Chang-Jin
- Abdelkarim Hassan

3 bàn
- Liêu Lệ Thịnh
- Kubo Yuya
- Omar Khribin

2 bàn
- Amir Arsalan Motahari
- Ali Hisni
- Amjad Attwan Kadhim
- Mohannad Abdul-Raheem
- Nakajima Shoya
- Yajima Shinya
- Asano Takuma
- Baha’ Faisal
- Kim Yong-Il
- Yun Il-Gwang
- Ryu Seung-Woo
- Dostonbek Khamdamov

1 bàn
- James Donachie
- Jamie Maclaren
- Thường Phi Nhã
- Ali Karimi
- Milad Mohammadi
- Ehsan Pahlavan
- Mehdi Torabi
- Ali Faez Atia
- Ahmed Mohammed Hussein
- Ayman Hussein
- Mahdi Kamil
- Humam Tariq
- Saad Natiq
- Suzuki Musashi
- Ueda Naomichi
- Harakawa Riki
- Oshima Ryota
- Ideguchi Yōsuke
- Toyokawa Yuta
- Omar Al-Manasrah
- Jang Kuk-Chol
- So Kyong-Jin
- Jin Sung-Wook
- Kim Hyun
- Kim Seung-Jun
- Akram Afif
- Almoez Ali
- Ali Assad
- Abdulrahman Al-Ghamdi
- Fahad Al-Muwallad
- Mohammed Al-Saiari
- Mohamed Kanno
- Abdullah Madu
- Mahmoud Al Baher
- Yousef Kalfa
- Pinyo Inpinit
- Chanathip Songkrasin
- Narubadin Weerawatnodom
- Mohamed Al-Akberi
- Ahmed Husain Al-Hashmi
- Timur Khakimov
- Jaloliddin Masharipov
- Igor Sergeev
- Javohir Sohibov
- Đỗ Duy Mạnh
- Nguyễn Công Phượng
- Nguyễn Tuấn Anh
- Ahmed Al-Sarori

phản lưới nhà
- Giancarlo Gallifuoco (trong trận gặp UAE)
- Alaa Ali Mahwi (trong trận gặp UAE)
- Phạm Hoàng Lâm (trong trận gặp UAE)

### Giải thưởng
| Vua phá lưới | Cầu thủ xuất sắc nhất | Đội đoạt giải phong cách |
| ------------ | --------------------- | ------------------------ |
| Ahmed Alaa   | Nakajima Shoya        | Nhật Bản                 |

### Bảng xếp hạng giải đấu
| VT | Đội               | ST | T | H | B | BT | BB | HS  | Đ  | Kết quả chung cuộc  |
| -- | ----------------- | -- | - | - | - | -- | -- | --- | -- | ------------------- |
| 1  | Nhật Bản          | 6  | 6 | 0 | 0 | 15 | 4  | +11 | 18 | Vô địch             |
| 2  | Hàn Quốc          | 6  | 4 | 1 | 1 | 14 | 6  | +8  | 13 | Á quân              |
| 3  | Iraq              | 6  | 4 | 1 | 1 | 12 | 7  | +5  | 13 | Hạng ba             |
| 4  | Qatar (H)         | 6  | 4 | 0 | 2 | 13 | 10 | +3  | 12 | Hạng tư             |
|    |                   |    |   |   |   |    |    |     |    |                     |
| 5  | UAE               | 4  | 2 | 1 | 1 | 5  | 5  | 0   | 7  | Bị loại ở tứ kết    |
| 6  | Iran              | 4  | 2 | 0 | 2 | 6  | 7  | −1  | 6  | Bị loại ở tứ kết    |
| 7  | Jordan            | 4  | 1 | 2 | 1 | 3  | 2  | +1  | 5  | Bị loại ở tứ kết    |
| 8  | CHDCND Triều Tiên | 4  | 0 | 2 | 2 | 6  | 8  | −2  | 2  | Bị loại ở tứ kết    |
|    |                   |    |   |   |   |    |    |     |    |                     |
| 9  | Úc                | 3  | 1 | 1 | 1 | 2  | 1  | +1  | 4  | Bị loại ở vòng bảng |
| 10 | Uzbekistan        | 3  | 1 | 0 | 2 | 6  | 6  | 0   | 3  | Bị loại ở vòng bảng |
| 11 | Syria             | 3  | 1 | 0 | 2 | 5  | 7  | −2  | 3  | Bị loại ở vòng bảng |
| 12 | Ả Rập Xê Út       | 3  | 0 | 2 | 1 | 5  | 6  | −1  | 2  | Bị loại ở vòng bảng |
| 13 | Thái Lan          | 3  | 0 | 2 | 1 | 3  | 7  | −4  | 2  | Bị loại ở vòng bảng |
| 14 | Trung Quốc        | 3  | 0 | 0 | 3 | 4  | 9  | −5  | 0  | Bị loại ở vòng bảng |
| 15 | Việt Nam          | 3  | 0 | 0 | 3 | 3  | 8  | −5  | 0  | Bị loại ở vòng bảng |
| 16 | Yemen             | 3  | 0 | 0 | 3 | 1  | 10 | −9  | 0  | Bị loại ở vòng bảng |

### Các đội tuyển giành quyền tham dự Thế vận hội Mùa hè 2016
- Nhật Bản
- Hàn Quốc
- Iraq

## Truyền thông
| Territory      | Channel                    | Ref           |
| -------------- | -------------------------- | ------------- |
| Các nước Ả Rập | beIN Sports Al-Kass Sports | [ 14 ] [ 15 ] |
| Úc             | Fox Sports                 | [ 16 ]        |
| Trung Quốc     | CCTV                       | [ 16 ]        |
| Châu Âu        | Eurosport                  | [ 16 ]        |
| Hồng Kông      | Now TV                     | [ 16 ]        |
| Iran           | IRIB                       | [ 16 ]        |
| Nhật Bản       | NHK                        | [ 16 ]        |
| Mỹ Latin       | Fox Sports                 | [ 16 ]        |
| New Zealand    | Sky Sports                 | [ 16 ]        |
| Nam Phi        | SABC                       | [ 16 ]        |
| Hàn Quốc       | KBS                        | [ 16 ]        |
| Thái Lan       | BBTV CH7                   | [ 17 ]        |
| Hoa Kỳ         | ONE World Sports           | [ 18 ]        |
| Uzbekistan     | Sport-UZ                   | [ 16 ]        |
| Việt Nam       | VTV6                       | [ 19 ] [ 20 ] |